# كيفن كولب
كيفن كولب (بالإنجليزية: Kevin Kolb)‏ هو لاعب كرة قدم أمريكية أمريكي، ولد في 24 أغسطس 1984 في فيكتوريا في الولايات المتحدة.

## وصلات خارجية
- كيفن كولب على موقع مرجع كرة القدم المحترفة.كوم (الإنجليزية)
- كيفن كولب على موقع كلية كرة القدم في سبورتس رفرنس.كوم (الإنجليزية)